# Ljubav živi
Ljubav živi je štirinajsti glasbeni album srbske folk-pop pevke Svetlane Ražnatović - Cece, ki je bil objavljen 17. junija leta 2011, v beograjski založbeni hiši MiligramMusic.  Album je izšel po 5-letnem premoru, kolikor je minilo od objave predhodnega studijskega albuma Idealno loša.
Ljubav živi je prvi Cecin album, ki se je znašel na nacionalni lestvici najbolj prodajanih albumov  v Sloveniji - SLO TOP 30.  
Album je objavljen le v kartonasti različici CD-ja. 

## Nastanek albuma
Dela na albumu so se začela spomladi leta 2008. Avgusta istega leta je pevka zaključila sodelovanje z dotedanjim skladateljem Aleksandrom Milićem - Milijem in je hkrati pozvala vse ostale skladatelje, naj ji posredujejo pesmi, ki bi bile primerne za njen novi album.  Ceca je novembra 2009 v zabavno-glasbeni oddaji Magazin In povedala, da ji je Bora Đorđević napisal pesem z naslovom Užasno mi nedostaje, razkrila pa je tudi celotno besedilo pesmi.  Pesem na koncu vendarle ni bila uvrščena na album.  Leta 2010 so beograjske Novosti izvedele, da bo Ceca posnela duet s pevcem Alenom Ademovićem, ki bo nosil naziv Kiša, a tudi do tega na koncu ni prišlo.  Ceca je nekaj tednov kasneje razkrila, da bo novi album nosil naziv Ide to s godinama.   V začetku leta 2011 je tudi to pesem predala pevki Indiri Radić.  Marca 2011 so beograjske oblasti proti Ceci vložile uradno obtožnico, povezano s poslovanjem pevkinega nogometnega kluba Obilić, zato je Ceca ustavila snemanje albuma.   Nekaj tednov kasneje je v strogi skrivnosti ponovno vzpostavila sodelovanje z Aleksandrom Milićem - Milijem, ki ji je takoj ponudil album, ki ga je pripravil za svojo zasedbo Miligram. Ceca je v dveh tednih posnela vseh devet novih pesmi.  Ker je pevka po obsodbi morala v hišni pripor, je promocijo novega albuma prepustila svojim sodelavcem.   

## Promocija albuma
Prve informacije o novem albumu Ljubav živi je podala beograjska revija Svet, ki je 17. maja objavila intervju s Cecinimi avtorji novih pesmi - Aleksandrom Milićem - Milijem in znano tekstopisko Marino Tucaković. Avtorja sta razkrila naziv albuma, nazive pesmi ter nekatera besedila. Predstavila sta tudi ovojnino novega albuma, ki prvič ni imel Cecine fotografije na naslovnici.  Oblikovalec Omar Saračević je ustvaril ovojnino iz posebne vrste kartonastega papirja. 
Šteta za mene je bil prvi singel z albuma, ki je objavljen 30. maja na spletni strani Miligrama, nekaj ur kasneje pa tudi na portalu YouTube.  Digitalno različico singla je v dveh urah kupilo 150.000 poslušalcev, zato so strežniki spletne strani Miligrama za nekaj ur "zmrznili".  O takšnem (v Srbiji popolnoma novem) načinu promocije in prodaje singla so pisali številni mediji. 
Celoten album se je v prodaji pojavil 17. junija.  Istega dne so bili na portalu YouTube objavljeni videoposnetki vseh pesmi, ki prikazujejo Ceco, kako poje nove pesmi v studiu.   Posnetki so bili sprva objavljeni na Milijevem YouTube profilu, od leta 2015 pa so dostopni tudi na uradnem Cecinem YouTube profilu. 
Ceca je prvi videospot posnela za pesem Rasulo, aprila 2012.  To je bilo obenem tudi prvo sodelovanje z režiserjem Milošem Nadaždinom. Promocija videospota se je zgodila 3. maja v beograjski kinodvorani Kolosej.  Istočasno je bil videospot objavljen tudi na pevkini uradni YouTube strani. Spot trenutno šteje 1,7 milijona ogledov. (september 2019) 
Prva koncertna promocija zgoščenke se je zgodila leta 2012 na svetovni turneji Ljubav živi. Na koncertih je predstavljala šest novih skladb: Rasulo, Šteta za mene, Igračka samoće, Ona, Nije mi dobro in Sve što imam i nemam. 

## Seznam skladb
| Št.             | Naslov                 | Besedilo                                              | Glasba                  | Aranžerji                                   | Dolžina |
| --------------- | ---------------------- | ----------------------------------------------------- | ----------------------- | ------------------------------------------- | ------- |
| 1.              | „Rasulo‟               | Marina Tucaković, Ljiljana Jorgovanović               | Aleksandar Milić - Mili | Aleksandar Milić - Mili                     | 04:34   |
| 2.              | „Hajde‟                | Marina Tucaković                                      | Aleksandar Milić - Mili | Aleksandar Milić - Mili, Ivan Milosavljević | 03:04   |
| 3.              | „Šteta za mene‟        | Marina Tucaković, Ljiljana Jorgovanović               | Aleksandar Milić - Mili | Aleksandar Milić - Mili                     | 03:58   |
| 4.              | „Igračka samoće‟       | Marina Tucaković, Ljiljana Jorgovanović               | Aleksandar Milić - Mili | Aleksandar Milić - Mili                     | 04:33   |
| 5.              | „Ona‟                  | Marina Tucaković, Ljiljana Jorgovanović               | Aleksandar Milić - Mili | Aleksandar Milić - Mili, Ivan Milosavljević | 03:52   |
| 6.              | „Nije mi dobro‟        | Marina Tucaković, Gordana Urek, Ljiljana Jorgovanović | Aleksandar Milić - Mili | Aleksandar Milić - Mili                     | 04:03   |
| 7.              | „Hvata me‟             | Marina Tucaković, Ljiljana Jorgovanović               | Aleksandar Milić - Mili | Aleksandar Milić - Mili                     | 03:39   |
| 8.              | „Sve što imam i nemam‟ | Marina Tucaković                                      | Aleksandar Milić - Mili | Aleksandar Milić - Mili                     | 04:13   |
| 9.              | „Ljubav živi‟          | Aleksandar Milić - Mili                               | Aleksandar Milić - Mili | Aleksandar Milić - Mili                     | 03:51   |
| Skupna dolžina: | Skupna dolžina:        | Skupna dolžina:                                       | Skupna dolžina:         | Skupna dolžina:                             | 35:47   |

## Naklada in uspeh albuma
Prva naklada albuma Ljubav živi je štela 150.000 izvodov.  Iz založbe Miligram so sporočili, da je pevka v treh dneh prodala 145.000 izvodov albuma.  Druga naklada albuma je štela 50.000 izvodov. 

### Glasbene lestvice
| Lestvice (2011)                            | Mesto |
| ------------------------------------------ | ----- |
| Slo Top 30 (julij 2011)                    | 5     |
| Top 10 (najbolj prodajani albumi v Srbiji) | 1     |
| Balkanmedia Shop (bestsellers)             | 1     |
| Portal Opera-17 (največja uspešnica 2011)  | 1     |
| Story (največja uspešnica 2011)            | 1     |
| Portal Tračara (največja uspešnica 2011)   | 1     |

## Kritike albuma
Uredniki beograjskega časopisa Vreme so Cecin album označili za najbolj "depresiven projekt" v pevkini karieri, saj so pesmi izredno "temne" in predvsem "težke". Dodali so še, da je vzdušje celotnega albuma v skladu s pevkinim zasebnim življenjem in njenim hišnim priporom. 

## Zgodovina objave albuma
| Država               | Datum           | Založba        | Oblika      |
| -------------------- | --------------- | -------------- | ----------- |
| Srbija               | 17. junij, 2011 | Miligram Music | CD, digital |
| Bosna in Hercegovina | 17. junij, 2011 | Miligram Music | CD, digital |
| Črna gora            | 17. junij, 2011 | Miligram Music | CD, digital |

## Ostale informacije
Album je posnet v beograjskem studiu Miligram, masteriziran pa v New York-u. 
Sodelujoči na albumu: Vladimir Milenkovič, Nenad Bojković, Ivan Milosavljević, Aleksandar Petrović, Petar Trumpetaš, Nebojša Brdarić.
Spremljevalne vokle je odpela pevka Ivana Peters.  